# Rhacocleis maculipedes
Rhacocleis maculipedes är en insektsart som först beskrevs av Sigfrid Ingrisch 1983.  Rhacocleis maculipedes ingår i släktet Rhacocleis och familjen vårtbitare. Inga underarter finns listade i Catalogue of Life.